# Jeton Kelmendi
Jeton Kelmendi, albanski novinar, pesnik, pisatelj, prevajalec in dramatik, * 27. november 1978, Peć, Kosovo.
Osnovno šolo je zaključil v svojem rojstnem kraju, nadaljeval študij na Univerzi v Prištini, kjer je diplomiral iz komunikologije. Podiplomski študij je končal na Svobodni univerzi v Bruslju, specializiral se je za mednarodne in varnostne študije. Svoj drugi magisterij je končal v diplomaciji in spisal doktorat s področja varnostnih politik. Že vrsto let piše poezijo, prozo, eseje in kratke zgodbe. Je redni sodelavec številnih časopisov v Albaniji in v tujini, piše o kulturnih in političnih vprašanjih v mednarodnem kontekstu. Kelmendi je na Kosovu postal znan po objavi peniškega prvenca  Stoletje obljub (Shekulli i Premtimeve, 1999). Kasneje je objavil še vrsto drugih knjig. Njegove pesmi so prevedene v več kot dvajset jezikov in objavljene v številnih revijah in mednarodnih antologijah. Je najbolj prevajan albanski pesnik v Evropi. Kelmendi je po mnenju številnih literarnih kritikov pristen predstavnik albanske sodobne poezije. Je član mednarodnih literarnih klubov, sodelavec številnih revij, zlasti v angleškem, francoskem in romunskem jeziku, ter član nekaterih evropskih akamedij znanosti in umetnosti. Njegov žanr je osredotočen na ljubezenska besedila in eliptični verz, ki se prepleta z metaforami in pristno umetniško simboliko. Je veteran osvobodilne vojne na Kosovu. Trenutno živi in dela v Bruslju.

## Izdana pesniška dela
- Shekulli i Premtimeve, (Stoletje obljub), 1999 [1]
- Përtej Heshtjes, (Za tišino), 2002
- Në qoftë mesditë, (Če je popoldne), 2004
- Më fal pak Atdhe, (Oprosti mi domovina), 2005
- Ku shkojnë ardhjet, (Kamor gredo odhodi), 2007
- Erdhe për gjurmë të erës, (Prišla si s sledmi vetra), 2008
- Koha kurë të ketë kohë, (Čas, ko ima čas), 2009 [2]
- Rrugëtimi i mendimeve, (Sprašujoče misli), 2010
- Pagezimi I shpirtit, (Krst duha), 2012
- Thërras gjërat e harruara, (Kličem pozabljene stvari), 2013

## Dramatika
- Zonja Fjalë, (Gospodična beseda), 2007
- Lojë dhe kundër lojë, (Igra in anti-igra), 2011

## Politična znanost
- EU mission in Kosova after its independence, 2010, ZDA.
- Bad times for the knowledge, 2011, Priština, Kosovo.
- NATO-EU missions, cooperative or competitive, 2012, Tirana, Albanija.

## Dela izdana v tujih jezikih
- Ce mult s-au rãrit scrisorile, Romunija.
- A respiration (Frymëmarrje), Indija.
- Dame parol, Francija.
- COMME LE COMMENCEMENT EST SILENCIEUX, (Ku fillon heshtja), Francija.
- ΠΟΥ ΠΑΝΕ ΟΙ ΕΡΧΟΜΟΙ, (Ku shkojnë ardhjet), Grčija.
- Wie wollen, (Si me dashtë), Nemčija.
- Frau Wort, Nemčija.
- Nasil sevmeli, (Si me dashtë), Turčija.
- НА ВЕРХІВ’Ї ЧАСУ, (In the bigening of time), Ukrajina. [3]
- How to reach yourself, ZDA.
- в зените времени истлевшего, (A vers on top of the time gone), Rusija.
- 34首封面, (34 Poemus), Kitajska.
- فواصل للحذف , (Elliptical dots), Egipt. [4][5]
- Pensamientos del Alma, (Thoughts of the spirit), Španija.

## Mednarodne nagrade
- Član Evropskega Društva profesionalnih novinarjev, Bruselj, Belgija.[6]
- Član Evropske Akademije znanosti, umetnosti in literature, Pariz, Francija. [7]
- Član Ukrajinske Akademije znanosti in visokega šolstva, Kijev, Ukrajina. [8]
- Član Belgijskega mednarodnega frankofonskega PEN kluba, Bruselj, Belgija.
- Doctor Honoris Causa, Inštitut za ukrajinske in kavkaške študije. [9]
- Mednarodna nagrada SOLENZARA, Pariz, Francija, 2010. [10]
- Mednarodna nagrada Nikolaj Gogol, Ukrajina, 2013. [8]
- Mednarodna nagrada Aleksander Veliki, Grčija, 2013 [11]
- Nacionalna nagrada za knjigo MITINGU, Gjakova, Kosovo, 2011.
- Mednarodna nagrada World Poetry, tretja nagrada, Sarajevo, Bosna in Hercegovina, 2013. [12]
- Nagrada Prevajalec leta 2013, Kitajska, 2013. [13]
- Mednarodna nagrada Mati Tereza - za humanizem v poeziji, Gjakova, Kosovo, 2014. [14]
- Mednarodna nagrada Ludwig Nobel, PEN Club Udmurtu, Rusija 2014. [15] [16]
- Çmimin e meries Naji Naaman, 2014, Libanon. [17]